# Campeonato Sul-Americano de Atletismo Júnior de 1987
O Campeonato Sul-Americano de Atletismo Júnior de 1987 foi a 19ª edição da competição de atletismo organizada pela CONSUDATLE para atletas com menos de vinte anos, classificados como júnior ou sub-20. O evento foi realizado em Santiago, no Chile, entre 24 e 27 de setembro de 1987. Contou com cerca de 251 atletas de dez nacionalidades distribuídos em 37 eventos.

## Medalhistas
Esses foram os resultados do campeonato.

### Masculino
| Evento                      | Ouro                         | Ouro     | Prata                     | Prata    | Bronze                    | Bronze   |
| --------------------------- | ---------------------------- | -------- | ------------------------- | -------- | ------------------------- | -------- |
| 100 metros                  | Gerardo Meinardi (ARG)       | 10.64    | Néstor Soncini (ARG)      | 10.75    | Fernando Botasso (BRA)    | 10.79    |
| 200 metros                  | Gerardo Meinardi (ARG)       | 21.41    | Carlos Gats (ARG)         | 21.52    | Jessé de Souza] (BRA)     | 21.93    |
| 400 metros                  | Charles Bodington (VEN)      | 47.67    | Inaldo Sena (BRA)         | 48.26    | Piero Chichizola (PER)    | 49.13    |
| 800 metros                  | Charles Bodington (VEN)      | 1:51.26  | Juan Navarro (VEN)        | 1:51.81  | Adauto da Silva (BRA)     | 1:51.84  |
| 1 500 metros                | Clodoaldo do Carmo (BRA)     | 3:57.45  | Adauto da Silva (BRA)     | 3:57.63  | Reinaldo Camacho (PER)    | 4:00.88  |
| 5 000 metros                | Clodoaldo do Carmo (BRA)     | 14:25.17 | Valdenor dos Santos (BRA) | 14:29.75 | Eduardo Carrasco (CHI)    | 14:30.31 |
| 10 km marcha atlética       | Juan Rojas (ECU)             | 43:20.6  | Juan Canevaro (CHI)       | 45:20.0  | Sérgio Galdino (BRA)      | 46:17.8  |
| 2 000 metros com obstáculos | Wander Moura (BRA)           | 5:46.94  | Leonardo Malgor (ARG)     | 5:49.86  | Alexandre Coutinho (BRA)  | 5:53.63  |
| 110 metros barreiras        | Javier del Río (PER)         | 14.74    | Fábio Aleixo (BRA)        | 14.82    | Erasmo Ceballos (ARG)     | 15.64    |
| 400 metros barreiras        | Fábio Aleixo (BRA)           | 52.39    | Pedro Bakovic (CHI)       | 52.64    | Paulo Rodrigues (BRA)     | 53.02    |
| 4×100 metros estafetas      | Argentina                    | 41.41    | Brasil                    | 41.95    | Peru                      | 42.23    |
| 4×400 metros estafetas      | Brasil                       | 3:15.01  | Argentina                 | 3:15.52  | Peru                      | 3:15.96  |
| Salto em altura             | Arnaldo Gorziglia (CHI)      | 2.00     | Alejandro Terzián (ARG)   | 1.95     | Guerrino Zani (BRA)       | 1.95     |
| Salto com vara              | Konstantín Zagustín (VEN)    | 4.60     | Martín Bossio (ARG)       | 4.40     | Marcos Guzmán (ECU)       | 4.30     |
| Salto em comprimento        | Paulo de Oliveira (BRA)      | 7.14     | Ricardo Valiente (PER)    | 7.09     | Juan Carlos Moeckel (CHI) | 7.08     |
| Salto triplo                | Ricardo Valiente (PER)       | 16.07    | Sergio Saavedra (VEN)     | 15.45    | Julio da Costa (BRA)      | 15.18    |
| Arremesso de peso           | Wlamir Campos (BRA)          | 14.72    | Ramón Jiménez (PAR)       | 14.66    | Paulo Nasvim (BRA)        | 13.76    |
| Lançamento de disco         | Ramón Jiménez (PAR)          | 46.28    | Marcelo Pugliese (ARG)    | 44.12    | Ricardo Moreno (ARG)      | 43.50    |
| Lançamento do martelo       | Adrián Marzo (ARG)           | 60.88    | Marcelo Pugliese (ARG)    | 59.66    | Alexandre Mantovani (BRA) | 53.20    |
| Lançamento do dardo         | Orion Pedroso (BRA)          | 63.78    | Rodrigo Zelaya (CHI)      | 62.98    | Mario Alaniz (URU)        | 58.10    |
| Decatlo                     | Carlos Magno de Araújo (BRA) | 6507     | Juan Carlos Moeckel (CHI) | 6383     | Ivan Costa (BRA)          | 6198     |

### Feminino
| Evento                 | Ouro                      | Ouro    | Prata                      | Prata   | Bronze                         | Bronze   |
| ---------------------- | ------------------------- | ------- | -------------------------- | ------- | ------------------------------ | -------- |
| 100 metros             | Ximena Restrepo (COL)     | 11.69   | Milagros Allende (ARG)     | 12.02   | Rita Gomes (BRA)               | 12.12    |
| 200 metros             | Ximena Restrepo (COL)     | 23.72   | Jupira da Graça (BRA)      | 24.56   | Milagros Allende (ARG)         | 24.69    |
| 400 metros             | Sidnéia Franco (BRA)      | 56.21   | Claudia Riquelme (CHI)     | 56.66   | Paola Gianna (ARG)             | 58.67    |
| 800 metros             | Célia dos Santos (BRA)    | 2:13.68 | Mabel Arrúa (ARG)          | 2:14.86 | Mónica Vilches (ARG)           | 2:15.15  |
| 1 500 metros           | Célia dos Santos (BRA)    | 4:37.04 | Valeria Martínez (ARG)     | 4:37.29 | Roxana Coronatti (ARG)         | 4:38.68  |
| 3 000 metros           | Valeria Martínez (ARG)    | 9:50.68 | María Medina (ECU)         | 9:57.71 | Roxana Coronatti (ARG)         | 10:03.55 |
| 100 metros barreiras   | Carolina Gutiérrez (ARG)  | 14.42   | Mariana Albertsen (ARG)    | 15.06   | Ana María Núñez (URU)          | 15.18    |
| 400 metros barreiras   | Ana María Núñez (URU)     | 62.74   | Sidnéia Franco (BRA)       | 62.92   | Anabella von Kesselstatt (ARG) | 63.05    |
| 4×100 metros estafetas | Brasil                    | 46.62   | Argentina                  | 47.38   | Chile                          | 47.76    |
| 4×400 metros estafetas | Brasil                    | 3:47.65 | Chile                      | 3:50.48 | Argentina                      | 3:51.86  |
| Salto em altura        | Claudia Blotto (ARG)      | 1.68    | Ana Lúcia Silva (BRA)      | 1.68    | María Isabel Rubio (CHI)       | 1.68     |
| Salto em comprimento   | Ana Martina Vizioli (ARG) | 5.89    | María Isabel Rubio (CHI)   | 5.77    | Andrea Ávila (ARG)             | 5.68     |
| Arremesso de peso      | Lila Morales (VEN)        | 12.80   | Berta Gómez (COL)          | 12.43   | Alexandra Amaro (BRA)          | 12.32    |
| Lançamento de disco    | Berta Gómez (COL)         | 45.28   | Elizabeth dos Santos (BRA) | 40.95   | Silvia Decoud (ARG)            | 39.20    |
| Lançamento do dardo    | Berta Gómez (COL)         | 49.24   | Alexandra Dumas (BRA)      | 47.90   | Rosemeire Costa (BRA)          | 46.66    |
| Heptatlo               | Carolina Gutiérrez (ARG)  | 4758    | Alexandra Dumas (BRA)      | 4442    | Natalia Toledo (PAR)           | 4414     |

## Quadro de medalhas (não oficial)
| Ordem | País      | Medalha de ouro | Medalha de prata | Medalha de bronze | Total |
| ----- | --------- | --------------- | ---------------- | ----------------- | ----- |
| 1     | Brasil    | 14              | 11               | 14                | 39    |
| 2     | Argentina | 9               | 13               | 11                | 33    |
| 3     | Venezuela | 4               | 2                | 0                 | 6     |
| 4     | Colômbia  | 4               | 1                | 0                 | 5     |
| 5     | Peru      | 2               | 1                | 4                 | 7     |
| 6     | Chile     | 1               | 7                | 4                 | 12    |
| 7     | Equador   | 1               | 1                | 1                 | 3     |
| 7     | Paraguai  | 1               | 1                | 1                 | 3     |
| 9     | Uruguai   | 1               | 0                | 2                 | 3     |

## Participantes (não oficial)
Uma contagem não oficial produziu o número de 251 atletas de dez países: 
| - Argentina (50) - Bolívia (8) - Brasil (49) - Chile (51) - Colômbia (5) | - Equador (17) - Paraguai (13) - Peru (27) - Uruguai (14) - Venezuela (17) |